# 全国戏剧文化奖
全国戏剧文化奖，前身是中国戏剧文学奖和中国话剧金狮奖，1985年由中华人民共和国文化部建立，主要评选对象是舞台剧、电视剧、广播剧等戏剧作品，评选规则是《中国戏剧文学奖全国优秀剧目调演章程》，2010年，在经过中国共产党中央委员会、中华人民共和国国务院的同意之后，该奖规格提高，每3年一次。

## 定义
全国戏剧文化奖由中华人民共和国文化部主管社团中国戏剧文学学会举办，是纯民间的政府奖，但是不代表官方意识形态。

## 类别
全国戏剧文化奖分为多个小奖，剧目奖为主心骨：
- 剧本奖（舞台剧、影视剧、广播剧等剧本）
- 剧目奖（综合奖及编、导、演、音乐、舞美等单项奖，话剧除外）
- 戏剧理论评论奖（包含论文和论著）
- 出品人及制作人奖（包含单位部门组织奖）